# 终身参议员
終身參議員是歐洲、美洲部份國家存在過的一種政治職務。顧名思義，獲選為終身參議員後便可終身在參議院（有些國家稱為上議院）內擔任議員。目前全世界只有義大利仍然完整保留此種制度。

## 各國概況

### 義大利
終身參議員在義大利語稱senatore a vita，由總統任命「在社會、科學、藝術、文學領域有重大貢獻」者出任。卸任總統為當然的終身參議員。義大利憲法規定，除卸任總統外，同時只能存在五位終身參議員。其任職既為終身，故不受國會解散的影響。他們的權利與一般參議員相同，包括參與投票表決與競選參議院議長。義大利共和國成立以來，除奧斯卡·路易吉·斯卡爾法羅總統外，其他總統均曾任命過終身參議員。其中路易吉·伊诺第總統在其任內曾先後任命過八人出任此職，為義大利歷屆總統之冠。

### 加拿大
過去加拿大的上議院議員為終身任職。1965年修憲後，新任的議員必須在75歲時退休。

### 南美洲
曾有幾個南美洲國家的憲法規定卸任總統可出任終身參議員（西班牙語：senador vitalicio）。目前大部分國家均以其違反民主精神，已刪除相關條文，只有巴拉圭仍有限度地保留：卸任總統可以發言但不能參與表決。在這些國家中最著名的終身參議員也許是智利前獨裁者皮諾切特（1998年—2002年任職），他所享有的國會豁免權使他免受有關違反人權罪行的起訴，直到2000年智利最高法院宣布撤銷他的權利。
- 在委內瑞拉，1961年—1999年間實施過終身參議員制度。先後有六位卸任總統出任，直到1999年制定的新憲法廢除此項條款。

- 在祕魯，1979年—1993年間實施過終身參議員制度。先後有三位卸任總統出任，直到1993年國會改制為一院制，參議院被廢除。

- 在智利，根據皮諾切特政權在1980年所制定的憲法，有兩位卸任總統（其一即為皮諾切特本人）出任終身參議員。2005年修憲，廢除此條款。

### 法國
在法國第三共和國時期，300位參議員之中有75位是終身職（法語：sénateur inamovible）。這項制度自1875年起實施，1884年以後廢止，不再適用於新任參議員，但已經擔任終身參議員者不受影響。先後有116人擔任過此職，最後一位終身參議員Émile Deshayes de Marcère於1918年逝世。